# Anagrus urichi
Anagrus urichi is een vliesvleugelig insect uit de familie Mymaridae. De wetenschappelijke naam is voor het eerst geldig gepubliceerd in 1932 door Pickles.